# Línea 231 (Interurbanos Madrid)
La línea 231 de la red de autobuses interurbanos de Madrid une Alcalá de Henares con las urbanizaciones Zulema y El Viso de Villalbilla.

## Características
Esta línea une Alcalá de Henares con las citadas urbanizaciones en aproximadamente 40 minutos.
Algunos servicios, particularmente en hora punta por la mañana y por la tarde, realizan parada en la Estación de Alcalá de Henares facilitando el transbordo a la red de Cercanías. Además algunos servicios prolongan su recorrido hasta el polígono industrial de Torres de la Alameda.
Circula sólo de lunes a viernes laborables. Los sábados laborables, domingos y festivos las urbanizaciones están cubiertas por la línea 232 aunque sólo en algunos servicios y sólo hacia Alcalá de Henares. El resto de expediciones de la línea realizan parada en la carretera M-220, cerca de la Urbanización Los Hueros.
Siguiendo la numeración de líneas del CRTM, las líneas que circulan por el corredor 2 son aquellas que dan servicio a los municipios situados en torno a la A-2 y comienzan con un 2. Aquellas numeradas dentro de la decena 230 corresponden a aquellas que circulan entre Alcalá de Henares y las urbanizaciones de Villalbilla y Torres de la Alameda.
La línea no mantiene los mismos horarios todo el año, desde el 16 de julio al 31 de agosto se suprime una de las expediciones hacia el polígono industrial, además de los días excepcionales vísperas de festivo y festivos de Navidad en los que los horarios también cambian y se reducen.
Está operada por la empresa ALSA mediante la concesión administrativa VCM-203 - Madrid - Paracuellos de Jarama - Valdeavero (Viajeros Comunidad de Madrid) del Consorcio Regional de Transportes de Madrid.

### Sublíneas
Aquí se recogen todas las distintas sublíneas que ha tenido la línea 231. La denominación de sublíneas que utiliza el CRTM es la siguiente:
- Número de línea (231)
- Sentido de circulación (1 ida, 2 vuelta)
- Número de sublínea

Por ejemplo, la sublínea 231101 corresponde a la línea 231, sentido 1 (ida) y el número 01 de numeración de sublíneas creadas hasta la fecha.
| Ida    | Ruta | Itinerario                               | Vuelta | Ruta | Itinerario                               |
| 231101 | -    | Alcalá - El Viso                         | 231201 | -    | El Viso - Alcalá                         |
| 231102 | p    | Alcalá - El Viso - Polígono de Torres    | 231202 | p    | Polígono de Torres - El Viso - Alcalá    |
| 231103 | e    | Alcalá - El Viso, por estación de Alcalá | 231203 | e    | El Viso - Alcalá, por estación de Alcalá |

## Horarios
| Lunes a viernes laborables |                  |
| Alcalá > El Viso           | El Viso > Alcalá |
| 06:50                      | 06:00            |
| 08:00                      | 07:35            |
| 08:40                      | 09:30            |
| 10:30                      | 11:20            |
| 12:15                      | 13:05            |
| 14:00                      | 14:50            |
| 14:45                      | 15:35            |
| 16:30                      | 17:20            |
| 18:15                      | 19:15            |
| 20:25                      | 21:25            |
| 21:45                      | 22:30            |
| 22:25                      | 23:15            |
| 23:00                      |                  |

1. 1 2  Por la Estación de Alcalá de Henares
2. 1 2 3  Hasta/desde el polígono industrial de Torres de la Alameda
3. ↑  Refuerzo no se realiza del 16 de julio al 31 de agosto

## Recorrido y paradas

### Sentido Urb. Zulema - Urb. El Viso
| Código                                                                                               | Zona | Localidad            | Denominación                                                                    | Ubicación                                        | Líneas de la parada                              | Cercanías         |
| --- | ---- | -------------------- | ------------------------------------------------------------------------------- | ------------------------------------------------ | ------------------------------------------------ | ----------------- |
| 12782                                                                                                |      | Alcalá de Henares    | Vía Complutense - Calle Barrio Ledesma                                          | Vía Complutense Nº111                            | 223 231 232 251 252 254 255 824 FS2 N200 N202 11 |                   |
| 12784                                                                                                |      | Alcalá de Henares    | Vía Complutense - Calle Tuy                                                     | Vía Complutense Nº103                            | 223 231 232 251 252 254 255 824 FS2 N200 N202 11 |                   |
| 19416                                                                                                |      | Alcalá de Henares    | Vía Complutense - Calle de Brihuega                                             | Vía Complutense Nº51                             | 223 231 232 251 252 254 255 FS2 N200 N202        |                   |
| Las expediciones que pasan por la Estación de Alcalá de Henares realizan la siguiente parada         |      |                      |                                                                                 |                                                  |                                                  |                   |
| 12245                                                                                                |      | Alcalá de Henares    | Calle Marcos Martínez - Paseo de la Estación                                    | Calle Marcos Martínez Nº2                        | 231 271 2 5 10                                   | Alcalá de Henares |
| Paradas del itinerario normal                                                                        |      |                      |                                                                                 |                                                  |                                                  |                   |
| 06968                                                                                                |      | Alcalá de Henares    | Calle Ronda Fiscal - Paseo de Las Moreras                                       | Calle Ronda Fiscal Nº2                           | 229 231 232 1A 7 10                              |                   |
| 12415                                                                                                |      | Alcalá de Henares    | Paseo de Pastrana - Calle del Río Ter                                           | Paseo de Pastrana Nº2                            | 231 232 260 271 272 275 320 N200                 |                   |
| 10076                                                                                                |      | Alcalá de Henares    | Carretera M-300 - Cementerio Jardín                                             | M-300 km. 25,2                                   | 231 232 7                                        |                   |
| 08998                                                                                                |      | Villalbilla          | Carretera M-300 - El Gurugú                                                     | M-300 km. 22,8                                   | 231 232 260 320 N200                             |                   |
| 17497                                                                                                |      | Villalbilla          | Carretera M-300 - Plaza de Rubén Darío                                          | M-300 km. 19,6                                   | 231 N200                                         |                   |
| 13007                                                                                                |      | Villalbilla          | Calle Escocia - Urbanización Peñas Albas                                        | Calle Escocia Nº63                               | 231 N200                                         |                   |
| 13008                                                                                                |      | Villalbilla          | Avenida de España - Centro Comercial                                            | Avenida de España Nº1                            | 231 N200                                         |                   |
| 13009                                                                                                |      | Villalbilla          | Avenida Dinamarca - Calle Suiza                                                 | Avenida Dinamarca Nº3                            | 231 N200                                         |                   |
| 17770                                                                                                |      | Villalbilla          | Avenida de Soria - Urbanización Zulema                                          | Avenida de Soria Nº1                             | 231 N200                                         |                   |
| 20703                                                                                                |      | Villalbilla          | Avenida de Madrid - Centro de Salud                                             | Avenida de Madrid Nº1                            | 231 232 N200                                     |                   |
| 09673                                                                                                |      | Villalbilla          | Avenida de Madrid - Calle Lanzarote                                             | Avenida de Madrid S/Nº                           | 231 232 N200                                     |                   |
| 20706                                                                                                |      | Villalbilla          | Avenida de Madrid - Centro de Salud                                             | Avenida de Madrid Nº1                            | 231 232 N200                                     |                   |
| 17772                                                                                                |      | Villalbilla          | Camino de San Juan del Viso - Calle Mallorca                                    | Camino de San Juan del Viso S/Nº                 | 231 N200                                         |                   |
| 18521                                                                                                |      | Villalbilla          | Calle de los Baños de Sacedón - Urbanización El Viso                            | Calle de los Baños de Sacedón Nº2                | 231 N200                                         |                   |
| 20689                                                                                                |      | Villalbilla          | Camino de la Isabela - Polideportivo El Viso                                    | Camino de la Isabela S/Nº                        | 231                                              |                   |
| 20691                                                                                                |      | Villalbilla          | Calle de Mariano José de Larra - Supermercado                                   | Calle de Mariano José de Larra Nº23              | 231                                              |                   |
| 20694                                                                                                |      | Villalbilla          | Avenida de Miguel de Cervantes - Parque del Lago                                | Avenida de Miguel de Cervantes Nº62              | 231                                              |                   |
| 20697                                                                                                |      | Villalbilla          | Avenida de Miguel de Cervantes - Calle de Ramón Gómez de la Serna               | Avenida de Miguel de Cervantes Nº74              | 231                                              |                   |
| 20699                                                                                                |      | Villalbilla          | Avenida de Miguel de Cervantes - Avenida de Gabriel García Márquez              | Avenida de Miguel de Cervantes Nº74              | 231                                              |                   |
| 20701                                                                                                |      | Villalbilla          | Avenida de Gabriel García Márquez - Avenida de los Antiguos Baños de la Isabela | Avenida de Gabriel García Márquez Nº21           | 231                                              |                   |
| 20704                                                                                                |      | Villalbilla          | Avenida de los Antiguos Baños de la Isabela - Camino de José de Ceca            | Avenida de los Antiguos Baños de la Isabela Nº42 | 231                                              |                   |
| Paradas realizadas por las expediciones que continúan al polígono industrial de Torres de la Alameda |      |                      |                                                                                 |                                                  |                                                  |                   |
| 12048                                                                                                |      | Torres de la Alameda | Carretera M-300 - Urbanización Mariblanca                                       | M-300 km. 17,4                                   | 231                                              |                   |
| 13010                                                                                                |      | Torres de la Alameda | Calle de Roma - Calle de Londres                                                | Calle de Roma Nº6                                | 231                                              |                   |
| 13012                                                                                                |      | Torres de la Alameda | Calle de Atenas - Calle de Madrid                                               | Calle de Atenas Nº1                              | 231                                              |                   |

### Sentido Alcalá de Henares
| Código                                                                                               | Zona | Localidad            | Denominación                                                                    | Ubicación                                        | Líneas de la parada                              | Cercanías         |
| --- | ---- | -------------------- | ------------------------------------------------------------------------------- | ------------------------------------------------ | ------------------------------------------------ | ----------------- |
| Paradas realizadas por las expediciones que proceden del polígono industrial de Torres de la Alameda |      |                      |                                                                                 |                                                  |                                                  |                   |
| 13012                                                                                                |      | Torres de la Alameda | Calle de Atenas - Calle de Madrid                                               | Calle de Atenas Nº1                              | 231                                              |                   |
| 13010                                                                                                |      | Torres de la Alameda | Calle de Londres - Calle de Roma                                                | Calle de Londres Nº5                             | 231                                              |                   |
| 12047                                                                                                |      | Torres de la Alameda | Carretera M-300 - Urbanización Mariblanca                                       | M-300 km. 17,4                                   | 231 232                                          |                   |
| Paradas del itinerario normal                                                                        |      |                      |                                                                                 |                                                  |                                                  |                   |
| 20705                                                                                                |      | Villalbilla          | Avenida de los Antiguos Baños de la Isabela - Camino de José de Ceca            | Avenida de los Antiguos Baños de la Isabela Nº42 | 231                                              |                   |
| 20702                                                                                                |      | Villalbilla          | Avenida de Gabriel García Márquez - Avenida de los Antiguos Baños de la Isabela | Avenida de Gabriel García Márquez Nº21           | 231 N200                                         |                   |
| 20700                                                                                                |      | Villalbilla          | Avenida de Miguel de Cervantes - Avenida de Gabriel García Márquez              | Avenida de Miguel de Cervantes Nº74              | 231 N200                                         |                   |
| 20698                                                                                                |      | Villalbilla          | Avenida de Miguel de Cervantes - Calle de Ramón Gómez de la Serna               | Avenida de Miguel de Cervantes Nº74              | 231 N200                                         |                   |
| 20696                                                                                                |      | Villalbilla          | Avenida de Miguel de Cervantes - Parque del Lago                                | Avenida de Miguel de Cervantes Nº64              | 231 N200                                         |                   |
| 20692                                                                                                |      | Villalbilla          | Calle de Mariano José de Larra - Supermercado                                   | Calle de Mariano José de Larra Nº23              | 231 N200                                         |                   |
| 20690                                                                                                |      | Villalbilla          | Camino de la Isabela - Polideportivo El Viso                                    | Camino de la Isabela S/Nº                        | 231                                              |                   |
| 18526                                                                                                |      | Villalbilla          | Calle de los Baños de Sacedón - Urbanización El Viso                            | Calle de los Baños de Sacedón Nº16               | 231 232                                          |                   |
| 09672                                                                                                |      | Villalbilla          | Calle Mallorca - Camino de San Juan del Viso                                    | Calle Mallorca Nº1                               | 231 232                                          |                   |
| 20703                                                                                                |      | Villalbilla          | Avenida de Madrid - Centro de Salud                                             | Avenida de Madrid Nº1                            | 231 232 N200                                     |                   |
| 09673                                                                                                |      | Villalbilla          | Avenida de Madrid - Calle Lanzarote                                             | Avenida de Madrid S/Nº                           | 231 232 N200                                     |                   |
| 20706                                                                                                |      | Villalbilla          | Avenida de Madrid - Centro de Salud                                             | Avenida de Madrid Nº1                            | 231 232 N200                                     |                   |
| 09675                                                                                                |      | Villalbilla          | Avenida de Soria - Urbanización Zulema                                          | Calle de Barcelona Nº2                           | 231 232                                          |                   |
| 11502                                                                                                |      | Villalbilla          | Avenida Dinamarca - Urbanización Peñas Albas                                    | Avenida Dinamarca Nº6                            | 231 232                                          |                   |
| 11500                                                                                                |      | Villalbilla          | Avenida de España - Centro Comercial                                            | Avenida de España Nº1                            | 231 232                                          |                   |
| 11499                                                                                                |      | Villalbilla          | Calle Escocia - Calle de Alemania                                               | Calle Escocia Nº60                               | 231 232                                          |                   |
| 17498                                                                                                |      | Villalbilla          | Carretera M-300 - Plaza de Rubén Darío                                          | M-300 km. 19,6                                   | 231 232 N200                                     |                   |
| 19944                                                                                                |      | Villalbilla          | Carretera M-300 - Urbanización Los Hueros                                       | Calle de Joaquín Sorolla Nº12                    | 231 N200                                         |                   |
| 08999                                                                                                |      | Villalbilla          | Carretera M-300 - El Gurugú                                                     | M-300 km. 23,8                                   | 231 232 260 271 272 320 N200                     |                   |
| 18593                                                                                                |      | Alcalá de Henares    | Carretera M-300 - Cementerio Jardín                                             | M-300 km. 23                                     | 231 232                                          |                   |
| 12416                                                                                                |      | Alcalá de Henares    | Paseo de Pastrana - Calle de Bolarque                                           | Paseo de Pastrana Nº34                           | 231 232 260 271 272 320 N200                     |                   |
| 06967                                                                                                |      | Alcalá de Henares    | Calle Ronda Fiscal - Paseo de Las Moreras                                       | Calle Ronda Fiscal Nº2                           | 229 231 232 1B 7 10                              |                   |
| 19174                                                                                                |      | Alcalá de Henares    | Paseo de la Alameda - Avenida de Lope de Figueroa                               | Paseo de la Alameda Nº21                         | 231 232 6                                        |                   |
| Las expediciones que pasan por la Estación de Alcalá de Henares realizan las siguientes paradas      |      |                      |                                                                                 |                                                  |                                                  |                   |
| 07026                                                                                                |      | Alcalá de Henares    | Avenida de Guadalajara - Calle de Brihuega                                      | Avenida de Guadalajara Nº3                       | 231 232 271 272 275 6 7 8                        |                   |
| 07022                                                                                                |      | Alcalá de Henares    | Paseo de la Estación - Calle Zuloaga                                            | Paseo de la Estación Nº10                        | 231 232 271 2 5 8 10                             | Alcalá de Henares |
| Las expediciones que pasan por la Estación de Alcalá de Henares no realizan la siguiente parada      |      |                      |                                                                                 |                                                  |                                                  |                   |
| 19419                                                                                                |      | Alcalá de Henares    | Vía Complutense - Calle de la Ribera                                            | Vía Complutense Nº46                             | 223 231 232 251 252 254 255 FS2 N200 VAC-243     |                   |
| Paradas del itinerario normal                                                                        |      |                      |                                                                                 |                                                  |                                                  |                   |
| 12785                                                                                                |      | Alcalá de Henares    | Vía Complutense - Calle Tuy                                                     | Vía Complutense Nº78                             | 223 231 232 251 252 254 255 824 FS2 N200 N202 11 |                   |
| 12783                                                                                                |      | Alcalá de Henares    | Vía Complutense - Calle Barrio Ledesma                                          | Vía Complutense Nº118                            | 223231232251252254255824 FS2 N200N202 11         |                   |

1. 1 2 3 4 5 6 7 8 9  Sólo permite el descenso de viajeros